# White and Black Blues
Chansons représentant la France au Concours Eurovision de la chanson
J'ai volé la vie
(1989) C'est le dernier qui a parlé qui a raison
(1991)
Singles de Joëlle Ursull
Miyel
(1989) Amazone
(1990)
White and Black Blues (« Blues blanc et noir ») est une chanson de la chanteuse française Joëlle Ursull, parue sur son album Black French et sortie en single en 1990. C'est la chanson qui représente la France au Concours Eurovision de la chanson 1990 qui se déroulait à Zagreb, en Yougoslavie.

## Genèse
La chanson a été coécrite par Serge Gainsbourg, qui, auparavant, avait composé la chanson gagnante de France Gall, Poupée de cire, poupée de son, qui représentait le Luxembourg en 1965, ainsi que la chanson monégasque Boum-Badaboum pour Minouche Barelli en 1967, qui terminait en cinquième position.

## À l'Eurovision
Elle est intégralement interprétée en français, langue nationale, comme l'impose la règle entre 1976 et 1999, avec quelques mots en anglais. L'orchestre est dirigé par Régis Dupré.
Il s'agit de la quinzième chanson interprétée lors de la soirée du concours, après Chris Kempers et Daniel Kovac (en) qui représentaient l'Allemagne (de l'Ouest) avec Frei zu leben (en) et avant Tajči qui représentait la Yougoslavie avec Hajde da ludujemo (en). À l'issue du vote, elle a obtenu 132 points, se classant 2e à égalité sur 22 chansons,.

## Liste des titres
| 1. | White and Black Blues                         | Serge Gainsbourg | Georges Augier | 3:04 |
| 2. | White and Black Blues (version instrumentale) |                  | Georges Augier | 3:04 |

| A1. | White and Black Blues                         | Serge Gainsbourg | Georges Augier | 3:00 |
| B1. | White and Black Blues (version instrumentale) |                  | Georges Augier | 3:00 |

## Classements et certifications
| Classement (1990)            | Meilleure position |
| ---------------------------- | ------------------ |
| Allemagne (Media Control AG) | 86                 |
| Autriche (Ö3 Austria Top 40) | 10                 |
| Europe (Eurochart Hot 100)   | 21                 |
| France (SNEP)                | 2                  |
| Suède (Sverigetopplistan)    | 19                 |

| Pays   | Certification | Date | Ventes certifiées | Ventes physiques |
| ------ | ------------- | ---- | ----------------- | ---------------- |
| France | Or            | 1990 | 500 000           | 483 000          |

## Historique de sortie
| Région ou pays | Date | Format                             | Label |
| -------------- | ---- | ---------------------------------- | ----- |
| France         | 1990 | CD single, 45 tours, maxi 45 tours | CBS   |
| Europe         | 1990 | 45 tours                           | CBS   |